# Tramway de Novokouznetsk
 (décembre 2023).
Si vous disposez d'ouvrages ou d'articles de référence ou si vous connaissez des sites web de qualité traitant du thème abordé ici, merci de compléter l'article en donnant les références utiles à sa vérifiabilité et en les liant à la section « Notes et références ».
Le tramway de Novokouznetsk est le réseau de tramways de la ville de Novokouznetsk, en Russie. Le réseau est composé de neuf lignes. Il a été officiellement mis en service le 30 novembre 1933.

## Réseau
Le réseau compte 9 lignes :
| Ligne | Trajet                               |
| ----- | ------------------------------------ |
| 2     | KMK – Bajdajewka                     |
| 3     | Transportnaja – Kujbyszewo           |
| 5     | KMK – KMK (linia okrężna)            |
| 6     | Transportnaja – Tasztagolskaja       |
| 8     | Transportnaja – Tasztagolskaja       |
| 9     | KMK – Bajdajewka                     |
| 10    | Торговый центр – ст.Восточная (ZSMK) |
| 12    | KMK – Małoetarzka                    |
| 12a   | KMK – Małoetarzka                    |